# Deutsche Gesellschaft für Missionswissenschaft
Die Deutsche Gesellschaft für Missionswissenschaft (DGMW) ist ein gemeinnütziger Verein, der missionswissenschaftliche Forschungen und Projekte fördert.

## Geschichte und Tätigkeit
Die DGMW wurde kurz vor Kriegsende 1918 auf die Initiative des Göttinger Kirchengeschichtlers Carl Mirbt durch einen kleinen Kreis von Fachleuten in Berlin gegründet. Sie war die weltweit erste Vereinigung ihrer Art. Zwischen den Weltkriegen gab sie zwei Serien missionswissenschaftlicher Studien heraus und förderte die Missionswissenschaft an den Universitäten. Seit 1945 konnte die DGMW durch die Vergabe von Stipendien, die Förderung von Publikationen und die Veranstaltung von Konferenzen ihre Tätigkeiten wesentlich ausweiten. Sie war 1972 maßgeblich an der Gründung der International Association for Mission Studies (IAMS) beteiligt.

## Vorsitzende
- 1918–1930: Carl Mirbt
- 1930–1951: Martin Schlunk
- 1951–1965: Gerhard Rosenkranz
- 1965–1990: Hans-Werner Gensichen
- 1990–2004: Theo Sundermeier
- 2004–2015: Dieter Becker
- 2015–2019: Henning Wrogemann
- Seit 2019: Andreas Heuser[2]

## Periodika
- Missionswissenschaftliche Forschungen, seit 1920, ISSN 0076-9428.
- Interkulturelle Theologie: Zeitschrift für Missionswissenschaft, gemeinsam mit der Basler Mission, erscheint zweimal im Jahr, seit 2008 unter dieser Bezeichnung, ISSN 1867-5492.